# Park Ji-min (1997)
Đây là một tên người Triều Tiên, họ là Park.
Park Ji-min (tiếng Hàn: 박지민, sinh ngày 5 tháng 7 năm 1997), còn được biết với nghệ danh Jimin Park hoặc Jamie Park, là một nữ ca sĩ, rapper và người dẫn chương trình Hàn Quốc. Cô là thành viên của nhóm nhạc nữ K-pop 15& cùng với Baek Yerin. Cô đến từ Daejeon và từng là quán quân chương trình K-pop Star mùa 1. của SBS

## Danh sách đĩa nhạc

### Đĩa đơn
| Năm                                                                                   | Tiêu đề         | Vị trí cao nhất | Album                    |
| Năm                                                                                   | Tiêu đề         | KOR             | Album                    |
| ------------------------------------------------------------------------------------- | --------------- | --------------- | ------------------------ |
| 2015                                                                                  | "Hopeless Love" | 14              | Không phải album đĩa đơn |
| "—" biểu thị phát hành không có trong bảng xếp hạng hoặc không phát hành tại vùng đó. |                 |                 |                          |

### Nhạc phim
| Năm  | Ca khúc                                      | Album                       |
| ---- | -------------------------------------------- | --------------------------- |
| 2013 | "사랑해 (I Love You)"                        | Goddess of Fire OST Phần 4  |
| 2015 | "자꾸 보고 싶어 (I Want to Keep Seeing You)" | Orange Marmalade OST Phần 5 |
| 2016 | "떠나가지마 (Don't Go)"                      | Dear My Friends OST Phần 4  |
| 2017 | "괜찮나요 (Say I Love You)"                  | Meloholic OST Phần 2        |

### Hợp tác
| Năm  | Tiêu đề                                                      | Album                         |
| ---- | ------------------------------------------------------------ | ----------------------------- |
| 2015 | "Dream" (với Eric Nam)                                       | Digital Single - DREAM        |
| 2015 | "부산에 가면(Busan Memories)" (với J.Y. Park & Bernard Park) | Sonata, Sing the Road Project |
| 2016 | "Fire" (with J.Y. Park & Conan O'Brien & Steven Yeun)        | Still Alive                   |
| 2017 | "I'm Jealous" (with Baek Ayeon)                              | Bittersweet                   |

### Bảng xếp hạng âm nhạc khác
| 2012                                                                                  | "꿈에 (In Dream)"                 | 69  | 59 | SBS K팝 스타 Top 8 (Đĩa đơn kỹ thuật số)        |
| 2012                                                                                  | "Over The Rainbow"                | 9   | 19 | SBS K팝 스타 Top 7 (Đĩa đơn kỹ thuật số)        |
| 2012                                                                                  | "Rolling In The Deep"             | 64  | 49 | SBS K팝 스타 SPECIAL No.2 (Đĩa đơn kỹ thuật số) |
| 2012                                                                                  | "I'll Be There"                   | 43  | 61 | SBS K팝 스타 Top 6 (Đĩa đơn kỹ thuật số)        |
| 2012                                                                                  | "거위의 꿈 (Goose's Dream)"       | 111 | —  | SBS K팝 스타 Top 5 (Đĩa đơn kỹ thuật số)        |
| 2012                                                                                  | "Love On Top"                     | 66  | 98 | SBS K팝 스타 Top 4 (Đĩa đơn kỹ thuật số)        |
| 2012                                                                                  | "Good Bye Baby" (feat. Lee Ha-yi) | 57  | 57 | SBS K팝 스타 SPECIAL No.3 (Đĩa đơn kỹ thuật số) |
| 2012                                                                                  | "You Raise Me Up"                 | 56  | 57 | SBS K팝 스타 Top 3 (Đĩa đơn kỹ thuật số)        |
| 2012                                                                                  | "Music Is My Life"                | 37  | 69 | SBS K팝 스타 Top 2 (Đĩa đơn kỹ thuật số)        |
| 2012                                                                                  | "Mercy"                           | 102 | —  | SBS K팝 스타 SPECIAL No.4 (Đĩa đơn kỹ thuật số) |
| "—" biểu thị phát hành không có trong bảng xếp hạng hoặc không phát hành tại vùng đó. |                                   |     |    |                                                 |

### Phát hành không chính thức
| Năm  | Tiêu đề                    | Ca sĩ                   |
| ---- | -------------------------- | ----------------------- |
| 2015 | "My Way"                   | M.O.L.A (Project group) |
| 2015 | "Trick or Treat (속았지?)" | M.O.L.A (Project group) |
| 2017 | Chillin'                   | M.O.L.A (Project group) |

## Phim

### Truyền hình
| Năm  | Tiêu đề      | Vai trò          | Kênh        | Ghi chú                                           |
| ---- | ------------ | ---------------- | ----------- | ------------------------------------------------- |
| 2015 | Dream Knight | Jr. fan của GOT7 | Youku Tudou | Phim trực tuyến Hàn-Trung của JYPE và Youku Tudou |

### Chương trình truyền hình
| Năm  | Tiêu đề                                        | Vai trò             | Kênh        | Ghi chú                                            |
| ---- | ---------------------------------------------- | ------------------- | ----------- | -------------------------------------------------- |
| 2011 | K-pop Star Season 1                            | Chính cô            | SBS         | 04.10.2011 - 20.04.2012                            |
| 2012 | Special Stars- One You Dream of Ten K-pop Star | Chính cô            | SBS         | 29.04.2012                                         |
| 2012 | Night Line                                     | Chính cô            | SBS         | 30.04.2012                                         |
| 2012 | Strong Heart                                   | Chính cô            | SBS         | 08.05.2012, tập 129 & 130                          |
| 2013 | Golden Family                                  | Chính cô            | SBS         | Khách mời cùng mẹ cô (130918)                      |
| 2014 | Take 511                                       | Chính cô            | MBC Every 1 | 15.10.2014 (với Eric Nam)                          |
| 2014 | Healing Camp                                   | Guest               | SBS         | 29.12.2014 (với Baek A-yeon với Bernard Park)      |
| 2015 | KPOPSTAR 4                                     | Chính cô            | SBS         | 150405 for her solo debut stage                    |
| 2015 | 100 People, 100 Songs                          | Guest               | JTBC        | 150407, 150414 với Min của Miss A                  |
| 2015 | We Got Married                                 | Chính cô            | MBC         | 150613 được mời bởi Eric Nam với Kevin của U-Kiss. |
| 2015 | KPOPSTAR 5                                     | Giám khảo khách mời | SBS         | 151122, 151129 giám khảo khách mời                 |
|      | King of masked singer                          | Chính cô            | MBC         |                                                    |

### MC
| Năm                      | Tiêu đề                                          | Vai trò                            | Kênh TV |
| ------------------------ | ------------------------------------------------ | ---------------------------------- | ------- |
| 2014                     | After School Club                                | MC với Eric Nam & Kevin của U-KISS | Arirang |
| 2015                     | After School Club                                | MC với Eric Nam & Kevin của U-KISS | Arirang |
| 2016                     | After School Club                                | MC với Eric Nam & Kevin của U-KISS | Arirang |
| M COUNTDOWN Hangout Chat | MC                                               | Mnet Kpop                          |         |
| After School Club        | MC với Eric Nam, Kevin của U-KISS & Jae của Day6 | Arirang                            |         |

## Giải thưởng và đề cử
| Năm  | Giải thưởng             | Thể loại             | Đề cử         | Kết quả   |
| ---- | ----------------------- | -------------------- | ------------- | --------- |
| 2012 | K-pop Star 1            | Vị trí 1 (Quán quân) | —             | Đoạt giải |
| 2015 | 25th Seoul Music Awards | Giải Bonsang         | Hopeless Love | Đề cử     |
| 2015 | 25th Seoul Music Awards | Giải phổ biến        | Hopeless Love | Đề cử     |
| 2015 | 25th Seoul Music Awards | Giải Hallyu đặc biệt | Hopeless Love | Đề cử     |